# Judá ben Baba
Judá ben Baba fue un rabino en el siglo II que ordenó a varios rabinos en un momento en que el gobierno romano prohibió esta ceremonia. La pena fue la ejecución para el ordenador y los nuevos rabinos. Los rabinos ordenados por el rabino Judá ben Baba incluyen a Judá bar Ilai. El rabino Judá ben Baba fue asesinado por los soldados de Adriano a la edad de setenta años, y es conocido como uno de los Diez Mártires. El rabino Judá ben Baba fue capturado por los soldados de Adriano mientras ordenaba a sus estudiantes en un lugar entre Usha y Shefa-'Amr. Le dijo a sus estudiantes que corriera, pero él mismo era demasiado viejo. Los soldados de Adriano le lanzaron 300 jabalinas, causando su muerte.

## Contribuciones al Talmud
Judá ben Baba es objeto de muchos dichos y leyendas. Era conocido como "el áasid", y se dice que dondequiera que el Talmud hable de "el áasid", es una referencia a él o a Judá bar Ilai.
Es autor de varias decisiones en el Halajá, incluyendo la sentencia de que un testigo de la muerte del marido es suficiente para justificar permitir que la esposa se case de nuevo. El rabino Akiva fue su oponente más poderoso en disputas halakhic.